# 엑토르 베예린
엑토르 베예린 모루노(스페인어: Héctor Bellerín Moruno, 1995년 3월 19일 ~ )는 스페인의 축구 선수로, 포지션은 풀백이다. 현재 스페인 라리가의 레알 베티스 소속이다.

## 국제 경력
2013 유럽 선수권 대회에서 U-19 팀과 함께 준결승에 진출한 후, 베예린은 2015년 3월 30일 레온에서 벨라뤼스에 대한 4-0 친선 경기에서 알베르트 쎄라데스의 U-21 팀에서 데뷔를 하였다. 90분 내내 경기에 나서며.
2016년 5월 29일, 해당 연도 유럽 선수권 대회에 대기 선수로 선정된 후, 베예린은 전체 대표팀으로 데뷔를 하였다. 이는 보스니아 헤르체고비나와의 3-1 친선 경기에서 세인트 갈렌의 AFG 아레나에서 경기를 시작함으로써 이루어졌다. 이후 2일 뒤, 그는 다니 카르바할이 부상으로 인해 철수한 후에 최종 대표팀에 선발되었다. 그는 그들이 16강에 진출하는 동안 출전 기회가 주어지지 않았다.
2020년 11월, 네바스가 부상으로 철수함에 따라 베예린은 4년 넘게 만에 스페인 대표팀에 재호출되었다. 그는 컴백 경기로서 네덜란드와의 원정에서 열린 1-1 친선 경기에 출전했다.

## 개인 생활
베예린은 그의 진보적인 입장을 중심으로 한 독특한 낙천적인 성격으로 알려져 있다. 그는 런던 사투리, 패셔너블한 외모과 댄디적인 라이프스타일로 유명하다. 베예린은 건강을 개선하기 위해 2017년부터 채식주의자가 되었으며, 이를 그의 건강에 긍정적인 영향을 미쳤다고 말한다. 2019년 8월 인터뷰에서 그는 축구 선수들이 환경 문제에 대해 인식을 일으키는 책임이 있으며 "우리가 가진 것을 보여주는 것은 좋지만 ('우리가 얼마나 멋진지'보다) '우리가 얼마나 중요한 메시지를 보내는지'가 더중요하다"고 말했다.
2019-20 프리미어리그는 코로나19 대유행으로 인해 2020년 3월에 중단되었다. 6월에 돌아올 때, 베예린은 시즌 잔여 기간 동안 아스널의 승리마다 3,000그루의 나무를 심기로 약속했다.
베예린은 2020년 9월에 EFL 리그 2 클럽 포레스트 그린 로버스의 두 번째로 큰 주주가 되었다. 그는 그들의 채식주의와 환경주의에 대한 약속을 칭찬했다.
베예린은 또한 EA 스포츠 FIFA 볼타 게임 모드의 크리에이티브 디렉터이다.

## 출전 통계
| 클럽        | 시즌    | 출전 | 득점 |
| ----------- | ------- | ---- | ---- |
| 왓퍼드      | 2013-14 | 8    | 0    |
| 아스널      | 2013-14 | 1    | 0    |
| 아스널      | 2014-15 | 28   | 2    |
| 아스널      | 2015-16 | 44   | 1    |
| 아스널      | 2016-17 | 42   | 1    |
| 아스널      | 2017-18 | 47   | 3    |
| 아스널      | 2018-19 | 19   | 0    |
| 아스널      | 2019-20 | 23   | 1    |
| 아스널      | 2020-21 | 35   | 1    |
| 바르셀로나  | 2022-23 | 7    | 0    |
| 스포르팅    | 2022-23 | 13   | 1    |
| 레알 베티스 | 2021-22 | 32   | 0    |
| 레알 베티스 | 2023-24 | 30   | 0    |
| 레알 베티스 | 2024-25 | 10   | 0    |

## 수상

#### 아스날
- FA컵 : 2014–15, 2016–17, 2019–20
- 커뮤니티쉴드 : 2015, 2017, 2020

#### 레알 베티스
- 코파 델 레이 : 2021–22

### 개인
- PFA 올해의 팀 : 2015-16
- UEFA U-19 유로 대회의 팀 : 2013